# Operation Colombo
Operation Colombo eller El caso de los 119 ("Fallet om de 119") var en operation utfört av DINA (Chiles hemliga polis) under juli, 1975.
119 personer försvann, 100 män och 19 kvinnor, de flesta från vänstergruppen MIR.
DINA hävdade att personerna dog i strid, vilket inte var sant, då personerna blev kidnappade och sedan mördade.
Domaren Juan Guzmán Tapia bad den chilenska rättvisan att upphäva exdiktatorn Pinochets immunitet efter att ha samlat bevis, att Pinochet hade beordrat DINA att genomföra denna operation. 
I september 2005 beslutade Chiles högsta domstol att upphäva Pinochets immunitet i detta fall av domaren Victor Montiglio. Men Pinochet avled den 10 december 2006, utan att bli dömd. 